# 1-я Дрварская лёгкая пехотная бригада
 1-я Дрварская лёгкая пехотная бригада (серб. Прва дрварска лака пјешадијска бригада) — пехотное подразделение Войска Республики Сербской, состоявшее в 2-м Краинском корпусе. Область ответственности бригады в первую очередь была на территории общины Дрвар, которая во время Боснийской войны входила в состав Республики Сербской.

## История
Осенью 1991 года на территории Боснии и Герцеговины, была сформирована сербская автономная область. Одна из которых была Сербская автономная область Боснийская Краина, образованная летом 1991 года. Её целью (как и целью большинства сербских регионов в СР БиГ) было объединение всех регионов, где население составляли преимущественно сербы, для предотвращения возможного выхода БиГ из Югославии.
В мае 1992 года в общине Дрвар сформировалась «первая лёгкая пехотная бригада», которая входит в состав 2-го Краинского корпуса, чья зона ответственности была вся зона общины, бойцы которой были отправлены в разные боевые точки РС.
По итогам дейтонского соглашения часть территории общины досталась БиГ, а вторая половина была преобразована в Источни-Дрвар.